# Mahmoud Elkamshoushy
Mahmoud Elkamshoushy (arab: محمود الكمشوشى) 
(Alexandria, 1915. július 28. – Alexandria, 1971. március 5.) egyiptomi költő, aki számos monológot írt Ismail Yassin egyiptomi színésznek és Mahmoud Shkoukou egyiptomi énekesnek és színésznek. Elkamshoushy írta az Alexandria Rádió történetében az első dalt, amelynek címe „Mi vagyunk a szabad emberek.”

## Élete
Mahmoud ElKamshoushit mély barátság fűzte a dalszövegíró Mohamed Ali Ahmed-hez. Verseiket (zadzsal) posta galambok útján cserélték, amelyek Kairó és Alexandria között közlekedtek. El-Kamshoushi kézzel írta meg ezeket a verseket, minden egyes darabot az elküldés vagy fogadás dátumával látott el.
Mahmoud Elkamshoushy 1915. július 28.-án született Koum El-Dikka városrészben, Alexandria Al-Attarine negyedében. Egy állami vállalat igazgatójaként dolgozott, amely papírgyártásra szakosodott. El-Kamshoushi emellett rádiós szerző is volt, aki számos stílusban írt verseket. Kiemelkedő névként tartották számon Alexandria népies költészetében, és korának egyik legismertebb népies költője volt. Közvetlen, szatirikus stílusával humort és társadalomkritikát vegyített, amely a népies költészet és zene számára egyaránt új színt hozott.

## Mahmoud ElKamshoushy és Bayram El-Tounsi
Mahmoud El-Kamshoushy és Bayram El-Tounsi barátsága akkor kezdődött, amikor El-Kamshoushi megismerkedett Mohamed El-Bahr Darwish-sal, aki a népdalénekes Sayed Darwish fia volt. El-Kamshoushi gyakran találkozott Mohamed El-Bahrral és Bayrammal annak alexandriai, Koum El-Dikka városrészében lévő otthonában. Amikor Bayram El-Tounsi hosszú, húszéves távollét után visszatért Kairóból Alexandriába, Mohamed El-Bahr bemutatta őt El-Kamshoushinak. Bayram eleinte szkeptikus volt El-Kamshoushi tehetségével kapcsolatban, de miután meghallgatta a „Béni wa Bénou” című versét, elismerően nyilatkozott róla, és később jó barátok lettek.